# Toate pânzele sus!
 Toate pânzele sus!  este un roman apărut în anul 1954 al scriitorului român Radu Tudoran. Titlul a fost ortografiat inițial Toate pînzele sus!, dar reeditările recente folosesc ortografia Toate pânzele sus!. Cartea a fost ecranizată în anul 1976 de către Televiziunea Română (TVR).

## Rezumat
Romanul prezintă aventurile echipajului goeletei românești Speranța în drumul său spre Țara de Foc. Personajul principal este Anton Lupan, căpitanul navei, pentru care îndeplinirea acestei misiuni reprezintă un vis dintotdeauna și o obligație morală extrem de puternică față de un vechi prieten, Pierre Vaillant, cu care studiase ingineria în Franța și cu care plănuise totul.
Mobilizat puternic de amintirile și țelul comun al lui Pierre și al său, de a merge pe urmele bunicului lui Pierre (care fusese timonier al vasului expediției ai lui Charles Darwin, pe nava HMS Beagle), Lupan caută oameni pentru asamblarea unui echipaj format din cunoscuți și necunoscuți. Împreună cu echipajul pe care îl formează, Anton Lupan readuce goeleta la viață și o redenumește Speranța, continuând visul comun al lui Pierre Vaillant și al său de a explora sudul Argentinei, zona numită Țara de Foc, trecând apoi în Oceanul Pacific prin strâmtoarea lui Magellan, ajungând eventual în Insulele Galapagos.
Cei doi prieteni munciseră împreună la construirea drumului de fier la Stambul (Istanbulul de astăzi) până când au avut suficienți bani ca să cumpere o goeletă, cu două catarge, cu care aveau de gând să pornească expediția, după ce ar fi strâns și avut suficienți bani. Anton Lupan a rămas la Stambul, în timp ce Pierre Vaillant a plecat spre Brăila cu un transport de marfă. Din păcate, L'Esperance nu ajunsese niciodată în port, deoarece fusese atacată de pirați și Pierre fusese luat prizonier.
Reîntors în țară, după diverse peripeții, Anton Lupan caută urmele goeletei L'Esperance, proprietatea sa și a prietenului său Pierre Vaillant, coleg de facultate și prieten francez, originar din localitatea bretonă Saint-Malo. Atât Pierre Vaillant, cât și goeleta L'Esperance, „dispăruseră” misterios în urmă cu câțiva ani, în timp ce transportau ulei de măsline în bazinul estic al Mediteranei.
După cinci ani, Anton se întoarce în țară, la Brăila și verifică din nou dacă a mai apărut vreo veste despre Pierre, însă fără rezultat. În aceeași zi îi întâlnește pe Ieremia, Gherasim și Ismail. Mai târziu li se alătură Haralamb, Mihu, Cristea Busuioc și Adnana (ultima venită, provenită dintr-o veche familie de navigatori, salvată de Anton Lupan din mâinile piratului Spânu), formând astfel echipajul goeletei Speranța, șase bărbați, o femeie, un adolescent (Mihu) și un câine, pe nume Negrilă.
În cele din urmă, Anton Lupan găsește goeleta la Sulina pe o plajă pustie, în apropierea farului, eșuată și aproape complet acoperită de nisip. Povestea misterioasă și sumbră a paznicului farului, spusă de acesta pe când era beat, sugera un atac pirateresc asupra vasului și al echipajului său (de care paznicul nu era străin), executat de un pirat (împreună cu oamenii săi) cunoscut în Marea Neagră și Marea Egee, supranumit Spânul.
Goeleta „Speranța” era de fapt goeleta L'Esperance, ai căror proprietari fuseseră Anton Lupan și Pierre Vaillant, după ce fusese prădată și parțial arsă de pirați, abandonată pe niște dune de nisip din apropierea Sulinei și apoi recondiționată către Lupan și echipajul său, format din Ieremia, Gherasim, Ismail, Mihu, Haralamb, și Cristea Busuioc.
Împreună cu acești oameni inimoși călătorește până la capătul lumii pentru a explora un ținut necercetat.  

## Vedeți și
- Toate pînzele sus (film)